# 4779 Whitley
4779 Whitley eller 1978 XQ är en asteroid i huvudbältet som upptäcktes 6 december 1978 av de båda amerikanska astronomerna Archibald Warnock och Edward L.G. Bowell vid Palomarobservatoriet. Den har fått sitt namn efter den amerikanska countrysångaren Keith Whitley.
Asteroiden har en diameter på ungefär 15 kilometer och den tillhör asteroidgruppen Themis.